# Selenicereus atropilosus
A Selenicereus atropilosus egy nagyon ritkán termesztett epifita kaktusz.

## Elterjedése és élőhelye
Mexikó: Jalisco állam, a Mascota és Puerto Vallarta közötti út mentén 800 m tszf. magasságban..

## Jellemzői
Kapaszkodó hajtású növény, 4-5 bordával tagolt szára matt zöld, areolái 3-4 rövid fehér tövist hordoznak. Virágai 90–110 mm átmérőjűek a külső szirmok zöldesfehérek, a belsők fehérek, a pericarpium feketés szőrökkel fedett, termése megnyúlt gömbölyded, 50–60 mm átmérőjű borvörös bogyó.

## Rokonsági viszonyai
Közel állhat a Weberocereus fajokhoz.